# Sinbad marinarul (film din 1935)
Sinbad marinarul a fost un scurtmetraj de animație din 1935, produs și regizat de Ub Iwerks⁠(en)[traduceți].